# Marató de sèries
Una marató de sèries (en anglès binge-watching, binge-viewing o marathon-viewing) és una pràctica popular de consum audiovisual que consisteix a visionar contingut audiovisual durant una llarga duració de temps (normalment diversos capítols d'una mateixa sèrie). En un estudi fet per Netflix el febrer de 2014, el 73% de les respostes definia que el binge-watching consistia a “veure entre 2 i 6 capítols de la mateixa sèrie en una sessió”. Els investigadors raonen que el fenomen de binge-watching s'hauria de definir sobre la base del context i el contingut de la sèrie televisiva visionada.
Com a fenomen cultural, s'observa que el binge-watching es va començar a popularitzar amb l'auge de serveis mediàtics en línia (OTT), com ara Netflix, Hulu, i Amazon Prime Video, amb els quals l'espectador pot veure sèries televisives a petició (on-demand, d'aquí el concepte VOD: Videos-On-Demand). Per exemple, un 61% de l'estudi de Netflix deia que practicaven el binge-watching amb regularitat. Algunes recerques més recents basades en dades de VOD dels proveïdors americans més importants de streaming, demostra que més del 64% dels clients han practicat binge-watching un cop a l'any.

## Història
L'ús de la paraula es va popularitzar amb l'aparició del visionament a la carta i el streaming en línia. Va ser l'any 2013, quan Netflix va començar a publicar els episodis dels programes serials simultàniament, que la paraula va passar a ser utilitzada per les masses populars. El novembre de 2015, el diccionari Collins English Dictionary va escollir el mot “binge-watch” com a paraula de l'any.

## Impacte cultural
L'actor Kevin Spacey va utilitzar la conferència Mac Taggart de l'any 2013 per suplicar als executius de televisió que proporcionessin a les seves audiències “allò que volen, quan ho volen”, defensant que si volien veure tots els capítols seguits, haurien de tenir la possibilitat de fer-ho. Spacey defensava que les històries d'alta qualitat retindrien l'atenció de les audiències durant hores i que així s'aconseguiria reduir la pirateria, si bé milions de persones encara descarreguen contingut il·legalment. El visionament de múltiples capítols d'una sèrie de qualitat (tal com ho són considerades The Wire o Breaking Bad) s'ha comparat amb el fet de llegir més d'un capítol d'una novel·la d'una tirada, i és vist per a alguns com a manera “intel·ligent i contemplativa” de consumir televisió.
Peter Fincham, el director de la televisió ITV adverteix que les maratons de sèries erosiona el “valor social” de la televisió, en tant que existeixen menys oportunitats per anticipar episodis futurs i discutir-ne amb els amics.
A més, alguns equips d'investigació han fet recerca sobre aquesta pràctica de consum audiovisual. A la Universitat de Texas d'Austin es va descobrir que les maratons de sèries estan correlacionades amb trastorns psicològics com la depressió, la soledat, el dèficit d'autoregulació o, com a conseqüent, l'obesitat. Els autors d'aquest estudi conclouen que “encara que algunes persones argumenten que les maratons de sèries són una addicció inofensiva, els descobriments del nostre estudi suggereixen que les maratons de sèries no haurien de continuar sent vistes així”.
Emil Steiner, acadèmic de la Temple University va exercir una recerca que aïllava sis motivacions que condueixen a la visualització de sèries en forma de marató. L'autor conclou que, mentre que és possible que es degui a la compulsió, la majoria de les persones que fan maratons de sèries tenen una relació ambivalent amb el comportament tecnocultural emergent. A més, argumenta que la negociació del control en les maratons de sèries està canviant la nostra manera d'entendre la cultura televisiva.
Una altra investigació duta a terme pel laboratori Tecnicolor va descobrir recentment que fer una sessió de marató de sèries incrementa la possibilitat que se'n faci una altra en un futur pròxim. La majoria de gent, però, no farà una marató immediatament després d'una altra. Això indica que el visionament en forma de marató no és un comportament consistent en els consumidors reals de VOD.